# Strimhuvad honungsfågel
Strimhuvad honungsfågel (Pycnopygius stictocephalus) är en fågel i familjen honungsfåglar inom ordningen tättingar.

## Utbredning och systematik
Fågeln förekommer i låglandet på Nya Guinea, Salawati Island och Aruöarna. Den behandlas som monotypisk, det vill säga att den inte delas in i några underarter.

## Status
IUCN kategoriserar arten som livskraftig.